# British national grid reference system
Het British national grid reference system is een geprojecteerd coördinatensysteem dat veel gebruikt wordt in Groot-Brittannië. Het werkt zoals alle geprojecteerde coördinatensystemen niet met lengtegraden en breedtegraden, maar met een vierkantrooster, in dit verband aangeduid met de Engelse term grid.
De Ordnance Survey (OS) ontwikkelde het nationale 'grid reference'-systeem en dit systeem wordt veel gebruikt in onderzoeksdata en kaarten (ongeacht of die gepubliceerd zijn door de Ordnance Survey of een commerciële kaartenmaker). Gridaanduidingen worden ook veelvuldig geciteerd in andere publicaties en databronnen, zoals gidsen en planningsdocumenten van de overheid.
Het in dit artikel beschreven systeem wordt alleen gebruikt voor de Britse Eilanden en haar omliggende eilanden (met inbegrip van het eiland Man). In Ierland (inclusief Noord-Ierland) wordt een ander, vergelijkbaar systeem gebruikt dat Irish grid reference system heet en opgezet is door de Ordnance Survey of Ireland en de Ordnance Survey of Northern Ireland.

## Algemeen

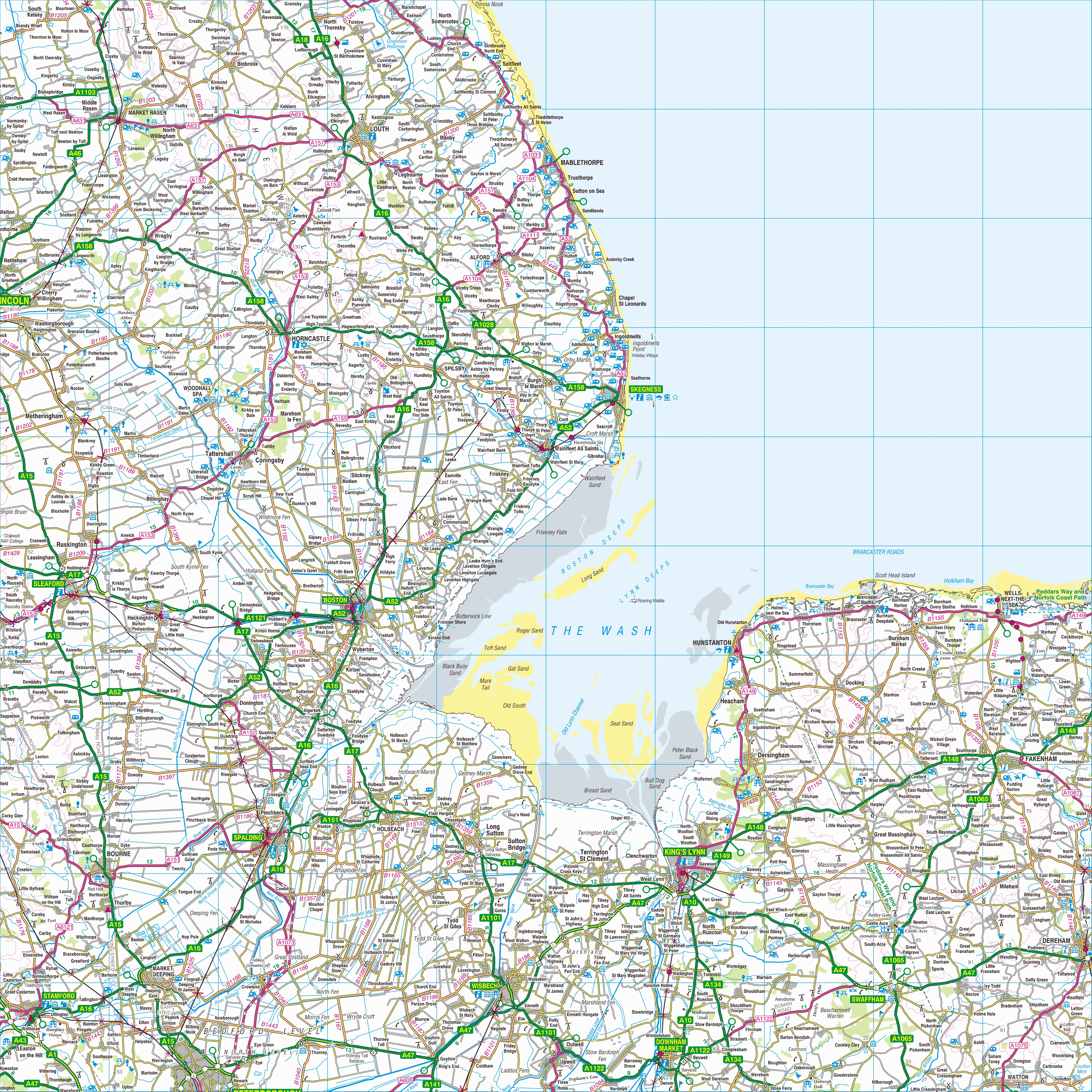
Gridvierkant TF afgebeeld op een schaal van 1:250 000. De kaart toont The Wash en de Noordzee, maar ook plaatsen in de graafschappen Lincolnshire, Cambridgeshire en Norfolk.

Het grid is gebaseerd op de OSGB36-datum (Ordnance Survey Groot-Brittannië 1936, gebaseerd op de Airy 1830 ellipsoïde) en werd ingevoerd na de driehoeksmeting van 1936-1962.
De Airy-ellipsoïde is een op maat gesneden ellipsoïde die vooral van toepassing is voor Groot-Brittannië, terwijl modernere cartografie de GRS80-ellipsoïde gebruikt die door de GPS gebruikt wordt. De Airy-ellipsoïde veronderstelt dat de aarde ongeveer één kilometer smaller is dan de GRS80-ellipsoïde, en iets minder plat is. De kaarten nemen een transversale mercatorprojectie met een oorsprong op 49° N, 2° W (een offshore-punt in Het Kanaal dat ligt tussen het eiland Jersey en de Franse haven Saint-Malo). Over de Airy-ellipsoïde wordt een grid van rechte lijnen geplaatst, het National Grid, met een nieuwe valse oorsprong (om negatieve getallen te vermijden), om een grid te creëren van 700 bij 1300 kilometer. De valse oorsprong is ten zuidwesten van de Scillyeilanden gelegen. De afwijking tussen het OS-grid en de projectie wordt gecompenseerd door een schaalfactor in de breedtegraad waardoor twee lijnen van longitude met nul vervorming ontstaan in plaats van een. Het noorden van het grid en het werkelijke noorden vallen alleen samen op 400 kilometer ten oosten van het grid, hetgeen ligt op 2° W (OSGB36) en ongeveer 2° 0' 5" W (WGS 84).
OSGB 36 werd ook voor de zeekaarten van de Admiralty gebruikt tot 2000, waarna WGS 84 gebruikt wordt.
Een geodetische transformatie tussen OSGB 36 en andere referentiesystemen (zoals ITRS, ETRS89 of WGS 84) kan erg vervelend worden als dit handmatig geprobeerd wordt. De meestgebruikte transformatie is de Helmert-datumtransformatie, die resulteert in een typische afwijking van 7 meter. Deze modelleren de gedetailleerde verstoringen in de driehoeksmeting van 1936-1962 en hebben met terugwerkende compatibiliteit in gridcoördinaten naar sub-meter nauwkeurigheid.

### Datumverschuiving tussen OSGB 36 en WGS 84
Het verschil tussen de coördinaten op verschillende datums varieert van plaats tot plaats. De lengtegraad- en breedtegraadposities op OSGB 36 zijn dezelfde als voor WGS 84 op een punt in de Atlantische Oceaan ten westen van Groot-Brittannië. In Cornwall liggen de WGS 84-lengtegraadlijnen ongeveer 70 meter ten oosten van hun OSGB 36-equivalenten, deze waarde stijgt geleidelijk tot ongeveer 120 m ten oosten aan de oostelijke kust van East Anglia. De WGS 84-breedtegraadlijnen liggen ongeveer 70 m ten zuiden van de OSGB 36-lijnen in Zuid-Cornwall, het verschil neemt af tot nul in Scottish Borders en neemt vervolgens toe tot ongeveer 50 m aan de noordkust van Schotland. (NB. Als de lijnen verder naar het oosten liggen, dan is de waarde voor de breedtegraad van een bepaald punt verder naar het westen. Evenzo, als de lijnen verder naar het zuiden liggen, zullen de waarden het punt geven van een meer noordelijke breedtegraad.) De kleinste datum-verschuiving is aan de westkust van Schotland en de grootste in Kent.

### Datumverschuiving tussen OSGB 36 en ED 50
Deze twee datums zijn beide niet algemeen in gebruik op een en dezelfde plaats, maar voor een punt in Het Kanaal halverwege tussen Dover en Calais liggen de ED 50-lengtegraadlijnen ongeveer 20 m ten oosten van de OSGB36-equivalenten, en de ED 50-breedtegraad lijnen liggen ongeveer 150 m ten zuiden van de OSG 36-equivalenten.

## Grid-letters
Voor de eerste letter is het grid onderverdeeld in vierkanten met een grootte van 500 bij 500 kilometer, beschreven in donkergrijs op de kaart aan de rechterkant. Er zijn vier van deze zones die een aanzienlijke landmassa in Groot-Brittannië bevatten: S, T, N en H. Het O-vierkant bevat een zeer klein gebied van North Yorkshire dat bijna volledig onder de zeespiegel ligt bij vloed.
Voor de tweede letter wordt elk vierkant van 500 bij 500 kilometer onderverdeeld in 25 vierkantjes ter grootte van 100 bij 100 kilometer die ieder een lettercode hebben van A tot Z (zonder I) te beginnen met A in de noordwesthoek tot Z in de zuidoosthoek. Deze vierkanten zijn op de kaart in lichtgrijs getekend met de toegewezen letter. De centrale (2° W) meridiaan is in het rood weergegeven.
Het zou mogelijk zijn om het gridsysteem over Ierland uit te breiden door voltooiing van de S- en N-vierkanten samen met de introductie van wat dan de R- en M-vierkanten zouden heten, uitgaande van een gelijke rangschikking van de eerste letter volgens hetzelfde patroon als voor de tweede letter. Echter is daar geen ontwikkeling in gaande op het moment en de nauwkeurigheid van de projectie zou beginnen te afnemen in het westen van Ierland, meer dan 8 graden verwijderd van de centrale meridiaan. Theoretisch kan het systeem tot ver over de Atlantische Oceaan en tot diep in West-Europa worden uitgebreid met een vierkant AA in de buurt van IJsland en vierkant ZZ in Noord-Italië. Feitelijk is Rockall in kaart gebracht door de Ordnance Survey, maar wordt normaliter getoond als inzet zonder gridlijnen op een kaart van het vasteland. Het grid kan echter worden uitgebreid om Rockall ingevoegd te krijgen als gridvierkant MC op een schaal van 1:50.000 op een kaart.

## Grid-cijfers
Binnen elk vierkant ten oosten en noorden van de oorsprong in de zuidwesthoek van het vierkant kunnen door een getal worden weergegeven. Bijvoorbeeld, NH0325 betekent een vierkant van 1 bij 1 kilometer met diens zuidwesthoek gelegen op 3 kilometer ten oosten en 25 kilometer ten noorden van de zuidwesthoek van het vierkant NH. Een locatie kan worden aangeduid in verschillende numerieke resoluties, meestal van twee cijfers in elke coördinaat (voor een gebied van 1 bij 1 kilometer) tot vijf (voor een gebied van 1 bij 1 meter). Iedere coördinaat bestaat uit cijfers waarvan de eerste helft de eerste coördinaat aanduidt en de tweede helft de tweede coördinaat. De gridreferentie die het meest in gebruik is bestaat uit zes cijfers, met drie cijfers per coördinaat om een gebied te bepalen van 100 meter in het vierkant. Als voorbeeld de coördinaten van de 100 meter in het vierkant met daar de top van de Ben Nevis is NN 166 712[dode link] (gridreferenties kunnen met of zonder spaties geschreven worden, dus bijvoorbeeld ook NN166712).

## Alle numerieke gridreferenties
Gridreferenties kunnen ook worden gebruikt als een paar van getallen: ten oosten en dan ten noorden in meters, gemeten vanaf de zuidwestelijke hoek van het SV-vierkant. Er zijn 13 cijfers nodig voor locaties op de Orkney-eilanden en verder naar het noorden. Bijvoorbeeld de gridreferentie voor de olieterminal van Sullom Voe kan worden gegeven in de vorm van HU396753[dode link] of 439668,1175316[dode link].
Een andere duidelijke vorm van een numerieke gridreferentie is een verkorte alfanumerieke referentie waar de letters gewoon worden weggelaten, bijvoorbeeld 166712 voor de top van de Ben Nevis. In tegenstelling tot de numerieke referenties zoals hierboven beschreven, is bevat deze verkorte gridreferentie niet genoeg informatie om een unieke 100 m² te specificeren zonder extra context en is daardoor minder bruikbaar. Het wordt echter vaak informeel gebruikt wanneer de context de locatie beperkt tot binnen een oppervlakte van minder dan 100 km in elke richting. Als voorbeeld binnen de context van een locatie op kaart OS Landranger blad 41 (dat zich uitstrekt van NN000500 in het zuidwesten tot NN400900 in het noordoosten) is de verkorte roosterreferentie 166.712 gelijk aan NN166712.

## Samenvatting van de parameters van het coördinaatsysteem
EPSG-code: EPSG:27700
- Kaartprojectie: Transversale mercatorprojectie
  - Werkelijke oorsprong: 49° N, 2° W
  - Valse Oorsprong : 400 km ten westen, 100 km ten noorden van de werkelijke oorsprong
  - Schaalfactor: 0,9996012717
- Referentie-ellipsoïde: Airy 1830
  - Semi-lange as a: 6 377 563,396 m
  - Semi-korte as b: 6 356 256,910 m
  - Afplatting (afgeleide constante) 1/f: 299,3249646
- Datum: OSGB36